# Coniophanes lateritius
Coniophanes lateritius är en ormart som beskrevs av Cope 1862. Coniophanes lateritius ingår i släktet Coniophanes och familjen snokar.
Arten förekommer i delstaterna Sinaloa, Jalisco och Nayarit i västra Mexiko. Den har kanske en större utbredning men bekräftelse saknas. Coniophanes lateritius lever i låglandet och i bergstrakter upp till 1600 meter över havet. Individerna vistas främst på marken. För habitatet finns inga uppgifter.
Denna orm är sällsynt och populationens storlek är inte känd. IUCN kategoriserar arten globalt som otillräckligt studerad.

## Underarter
Arten delas in i följande underarter:
- C. l. lateritius
- C. l. melanocephalus